# 大田花き
株式会社大田花き（おおたかき、Ota Floriculture Auction Co.,Ltd.）は、東京都大田区に本社を置く、花卉の卸売を行う企業である。

## 概要
取扱量・取扱金額ともに日本国内最大の花卉卸売であり、世界でもオランダのアールスメール花市場、ドバイのドバイフラワーセンター に次ぐ、3番目に大きい花卉卸売である。

## 沿革
- 1989年（昭和64年）1月 - 東京都中央卸売市場大田市場花き部へ入場のため株式会社大田花きを設立。
- 1990年（平成2年）9月8日 - 大田市場花き部開場。国内初となる「せり下げ方式」の機械せりを導入。
- 2000年（平成12年）7月 - インターネット取引サービスの開始。
- 2004年（平成16年）12月 - 日本証券業協会への店頭登録を取消。ジャスダック証券取引所（現ジャスダック・スタンダード市場）に株式を上場。
- 2007年（平成19年）8月 - 在宅セリサービス（進行中のせりにリアルタイムで市場外からも参加できるサービス）開始。
- 2017年（平成29年）4月 - 委託手数料の改定（手数料8%+荷扱い料の料金体系）

## グループ会社
- 株式会社とうほくフラワーサポート
- 株式会社ディーオーシー
- 株式会社大田花き花の生活研究所
- 株式会社九州大田花き
- 株式会社大田ウィングス
- 花き施設整備有限会社